# Duncan Road
Duncan Road – część drogi krajowej nr 80 i część drogi krajowej nr 96, o łącznej długości 445 km, w Australii, na obszarze Terytorium Północnego. Łączy drogę Victoria Highway, w pobliżu parku narodowego Keep River, z drogą Great Northern Highway w miejscowości Halls Creek, w stanie Australia Zachodnia. Przebiega wzdłuż zachodniej granicy parku narodowego Purnululu, wpisanego na listę światowego dziedzictwa UNESCO.